# سیارک ۵۲۸۹
سیارک ۵۲۸۹ (به انگلیسی: 5289 Niemela، نامگذاری:1990KG2) پنج هزار و دویست و هشتاد و نهمین سیارک کشف شده‌است که در ۲۸ مه ۱۹۹۰ کشف شد.
قدر مطلق سیارک برابر ۵۱.۲ است.